# (500204) 2012 HQ19
(500204) 2012 HQ19 es un asteroide perteneciente al cinturón de asteroides, descubierto el 12 de marzo de 2007 por el equipo del Spacewatch desde el Observatorio Nacional de Kitt Peak, Arizona, Estados Unidos.

## Designación y nombre
Designado provisionalmente como 2012 HQ19.

## Características orbitales
2012 HQ19 está situado a una distancia media del Sol de 2,746 ua, pudiendo alejarse hasta 3,183 ua y acercarse hasta 2,309 ua. Su excentricidad es 0,159 y la inclinación orbital 12,27 grados. Emplea 1662,49 días en completar una órbita alrededor del Sol.
Los próximos acercamientos a la órbita de Júpiter se producirán el 21 de febrero de 2119 y el 21 de febrero de 2178, entre otros.

## Características físicas
La magnitud absoluta de 2012 HQ19 es 17,1.